# Микеш, Джордж
Джордж Микеш (англ. George Mikes, венг. Mikes György; 15 февраля 1912, Шиклош — 15 или 30 августа 1987, Лондон) — английский писатель-юморист венгерского происхождения. Знаменит своей юмористической книгой «Как быть иностранцем» (англ. How to Be an Alien: A Handbook for Beginners and More Advanced Pupils).

## Биография
Родился в городе Шиклош в 1912 году, после смерти отца переехал с матерью в Будапешт. Поступил в Будапештский университет и получил степень доктора юриспруденции. По окончании учёбы работал журналистом. В 1938 году был направлен в Лондон освещать события вокруг подписания Мюнхенского соглашения, нашёл там работу в газете и остался на всю жизнь.
Большинство его книг имеют юмористический характер, его репризы исполнялись в советской телевизионной передаче «Кабачок 13 стульев», однако он также написал книги о концлагерях (1945) и о службе государственной безопасности Венгрии (1959).
Был дважды женат, сын от первого брака и дочь от второго. Увлекался кулинарией и игрой в теннис.

## Публикации на русском языке
- Микеш Джордж. Как быть иностранцем. Шекспир и я. Самое смешное. Пер. с английского А. Ливерганта, Е. Малыхиной. М.: Б. С. Г.-Пресс, 2007.
- Как превратить родовой замок в дворец-музей в соавторстве с Джон Герцог Бедфордский. В кн: Джон Герцог Бедфордский, «Рождённый в рубашке. Мемуары» Пер. с английского Татьяны Черезовой М.: Захаров, 2002.

## Источник
- Penguin Readers Factsheet (англ.)